# Orcaella
Orcaella ist eine Gattung der Delfine (Delphinidae). Zu der Gattung gehören zwei Arten, der Irawadidelfin (Orcaella brevirostris), der an den Küsten des tropischen Südostasien von der Küste des Golfs von Bengalen bis zu den Großen Sundainseln vorkommt, und der Australische Stupsfinnendelfin (Orcaella heinsohni), der östlich davon an den Küsten Neuguineas und des nördlichen Australien beheimatet ist. Der Stupsfinnendelfin galt ursprünglich als Population des Irawadidelfins und wurde erst 2005 neu beschrieben.

## Merkmale
Beide Delfinarten werden etwa 2,70 Meter lang, sind fast einheitlich grau gefärbt, mit einer helleren Bauchseite, ohne schnabelartig verlängerter Schnauze und ähneln damit eher den Schweinswalen (Phocoenidae). Vom Glattschweinswal (Neophocaena phocaenoides), der im selben Gebiet vorkommt wie der Irawadidelfin, lässt sich letzterer durch das Vorhandensein einer kleinen Finne unterscheiden, die dem Glattschweinswal fehlt.
Das Kopfprofil beider Arten ist abgerundet und wird durch die große, runde Melone geprägt. Die Mundwinkel sind hochgebogen, so dass der Eindruck eines „Lächelns“ entsteht. Kopf und Körper sind oft durch eine auffällige Nackenfurche getrennt.
Die Finne beider Arten sitzt auf der Rückenmitte, ist kräftig, aber nicht besonders hoch. Bei beiden Orcaella-Arten ist der Hinterrand der Finne oft beschädigt. Die Flipper sind spatelförmig, der Vorderrand gebogen, die Spitze abgerundet. Die Fluke ist klein, an der konkaven Hinterkante in der Mitte gekerbt und hat spitze Enden.

## Lebensweise
Während der Stupsfinnendelfin küstennah nur im Meer vorkommt, lebt der Irawadidelfin auch in Süßgewässern und wurde im Irrawaddy 1500 km stromaufwärts und im Mekong 690 km von der Mündung entfernt angetroffen. Auch in Kalimantan gibt es Populationen in Flüssen und Seen über 500 km landeinwärts. Beide Arten leben in kleinen Gruppen, sind scheu und im Vergleich mit anderen Delfinen nicht besonders aktive Tiere.